# Piazzo (Segonzano)
Piazzo (Spiaz in dialetto trentino) è una frazione del comune di Segonzano, in provincia di Trento, situata all'estremità sud-est del territorio comunale, al confine con il comune di Altavalle.

## Geografia fisica

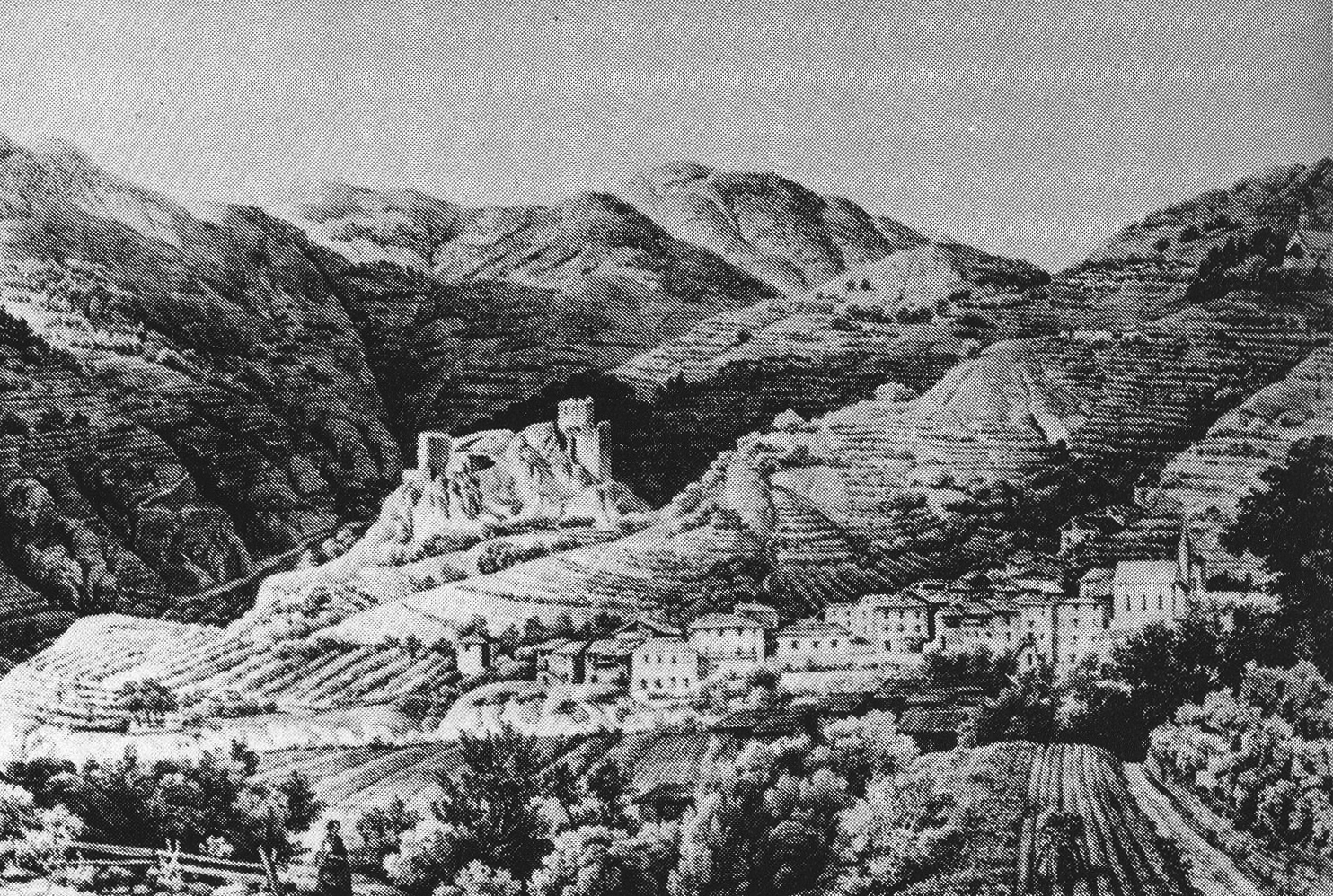
Il paese immortalato in una litografia di Basilio Armani del 1845 circa

Situato su un terrazzamento alluvionale sulla destra del rio Regnana, presso il punto in cui confluisce nel torrente Avisio, il centro abitato si trova a 520–530 m sul livello del mare.
Ci sono coltivazioni di mele (Golden Delicious e Stark Delicious) e vigneti, soprattutto delle qualità Müller-Thurgau, Chardonnay, Pinot nero e Cabernet franc. Gli ultimi due vennero introdotti nel territorio di Segonzano dall'enologo Giovanni Napoleone a Prato, intorno al 1885.

## Storia
Il nome del paese viene dal latino platea ("strada larga", "zona pianeggiante"), e fa riferimento alla posizione del borgo, disteso su un ampio terrazzamento alluvionale.
Il pittore e incisore tedesco Albrecht Dürer, probabilmente intorno al 1494-1495 durante il suo viaggio verso Venezia, passò per Segonzano, fermandosi anche a Piazzo, dove dipinse degli scorci, in particolare alcune vedute del castello di Segonzano.

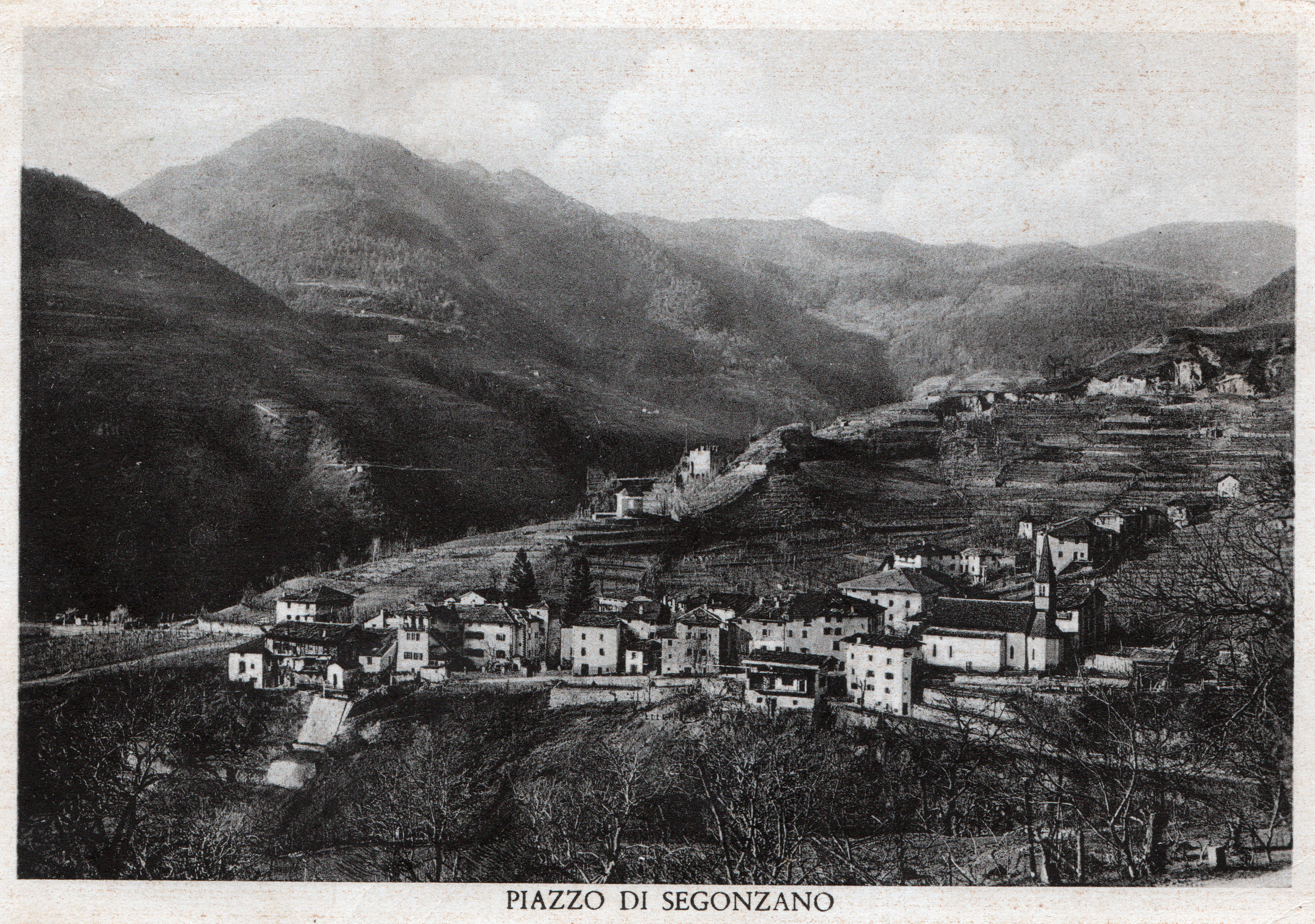
Piazzo in una cartolina del 1941

Il 2 novembre 1796 il paese si trovò al centro della battaglia di Segonzano, che vide le truppe francesi contrapposte a quelle austriache, uscite vittoriose dallo scontro; a ricordo della battaglia, gli abitanti di Piazzo e della vicina Parlo commissionarono un dipinto votivo rappresentante la battaglia (conservato nella chiesa dell'Immacolata). Sebbene i registri parrocchiali non riportino alcun morto fra la popolazione civile, alcuni resti ossei trovati in un terreno sottostante la cappella di Sant'Antonio farebbero pensare diversamente. Durante la battaglia, inoltre, venne gravemente danneggiato il castello di Segonzano che, non riparato, andò successivamente in rovina.
Il paese venne gravemente colpito dalle piogge torrenziali del settembre 1882; a causa dei detriti, il rio Regnana in piena andò a erodere la sponda destra dell'alveo, che cedette il 16 settembre, precipitando nel torrente diversi edifici (evacuati precedentemente), fra cui parte del palazzo baronale.
A Piazzo è esistita una scuola elementare, aperta nel 1814 per distaccamento da quella di Stedro e rimasta attiva fino al 1969.

## Luoghi di interesse

### Architetture civili

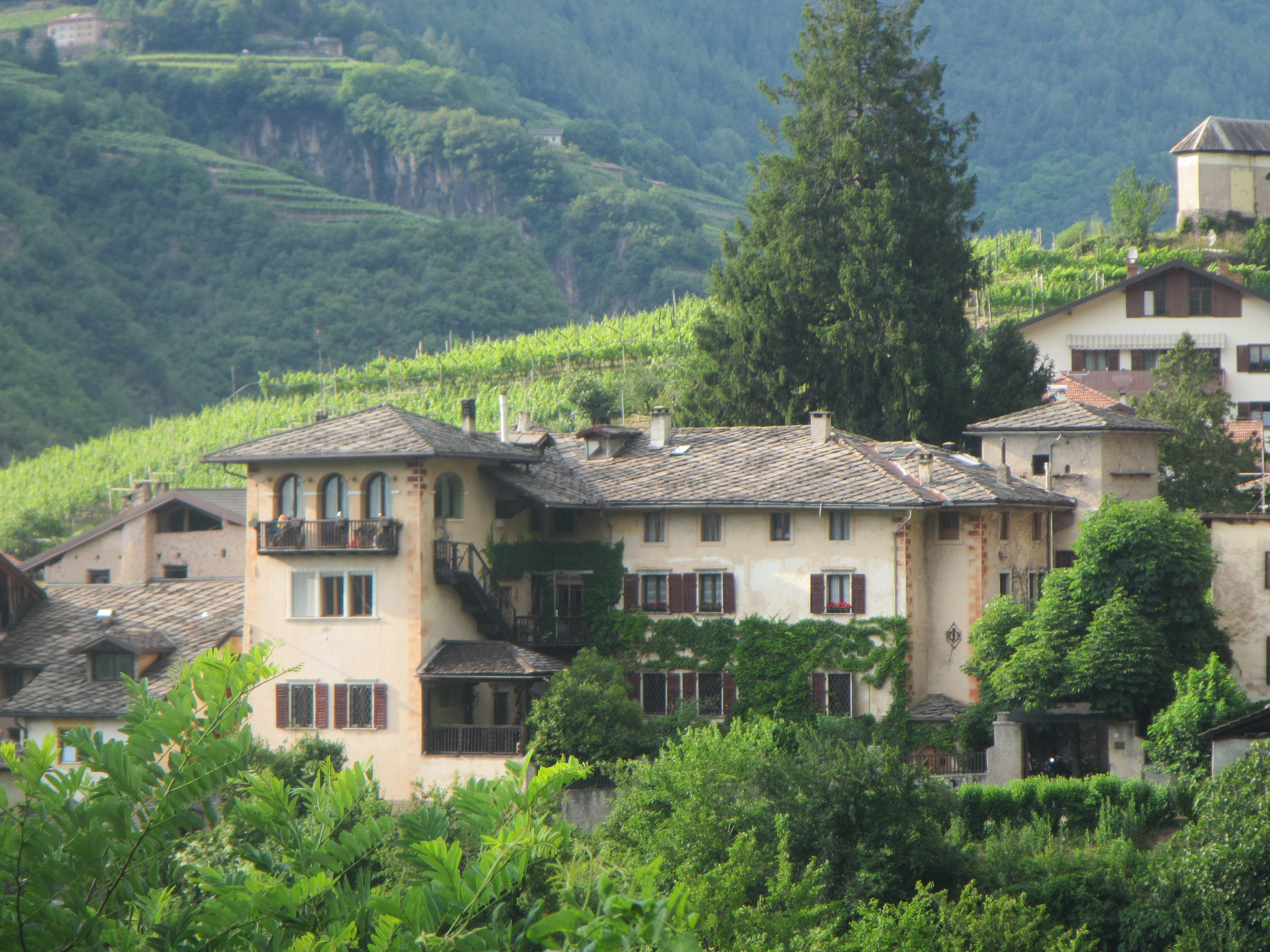
Il palazzo baronale

Tra gli edifici degni di nota si può ricordare il palazzo appartenente alla famiglia a Prato, precedentemente di proprietà della famiglia Barbi di Cembra, la cui data di costruzione è ignota (la struttura è documentata almeno dal XVI secolo). Parte di esso crollò il 16 settembre 1882, a causa di una frana provocata dall'erosione del rio Regnana, che portò via anche diverse case e mulini circostanti.
A poca distanza dal paese, lungo la strada che conduce alla frazione di Saletto, si trovano i ruderi del castello di Segonzano, caduto progressivamente in rovina dopo battaglia del 1796 e pressoché smantellato dagli abitanti del posto nella seconda metà del 1800. Ai piedi del paese, sopra il baratro scavato dal rio Regnana, si trova un ponte di pietra, costruito sicuramente dopo il 1699, affiancato dal ponte moderno della strada provinciale 101.

### Architetture religiose

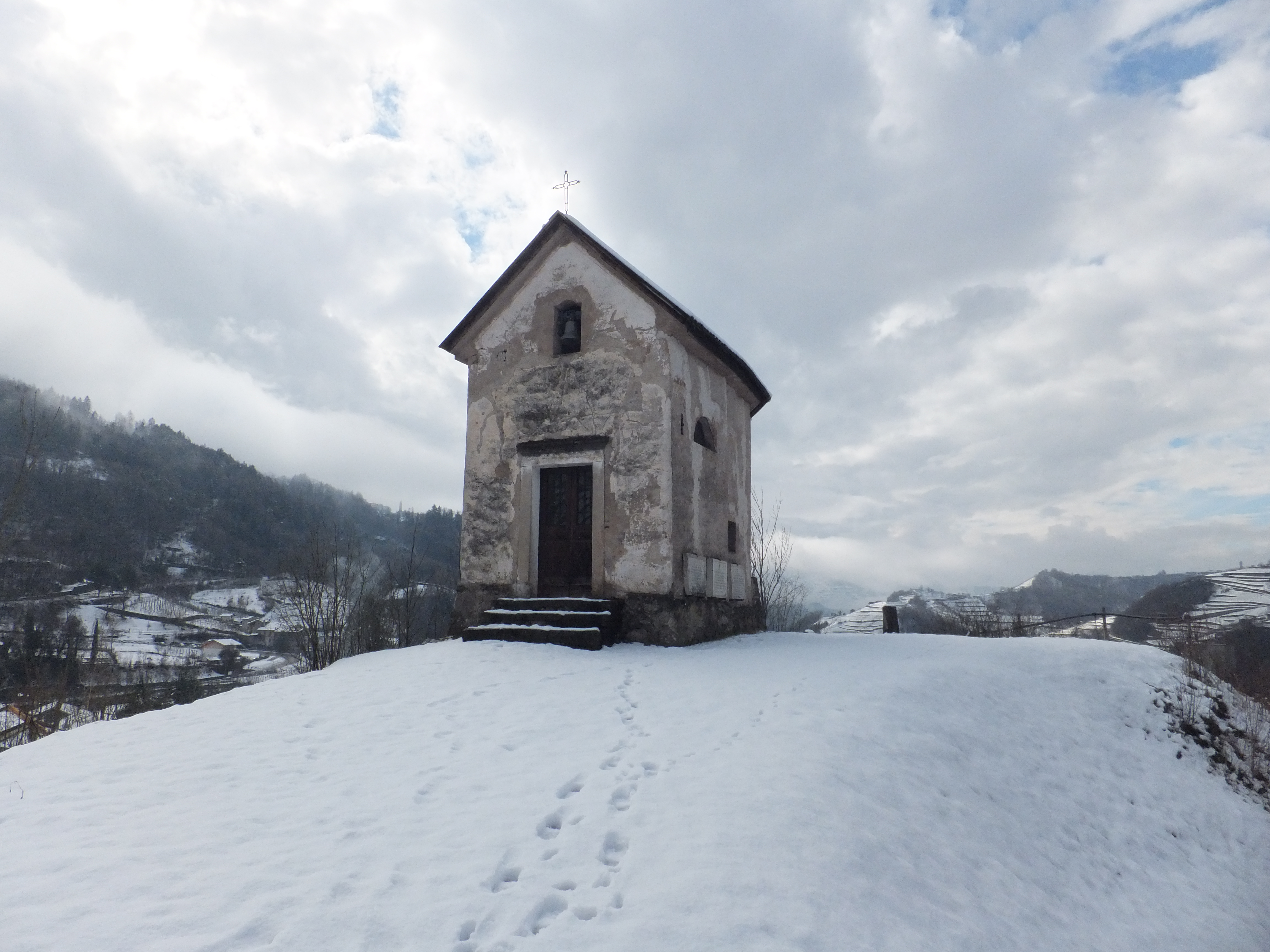
La cappella di Sant'Antonio

In paese si trova la chiesa dell'Immacolata, ampliata nella prima metà del Cinquecento da una cappella preesistente attestata già nel XII secolo; la volta interna è coperta da affreschi sempre cinquecenteschi. Su un'altura sovrastante il paese sorge una cappella dedicata a sant'Antonio da Padova: tradizionalmente, la sua costruzione viene fatta risalire al 1600, per opera di qualche barone della famiglia a Prato, in contemporanea alle cappelle di Parlo e della Madonna dell'Aiuto. La cappella si trovò al centro degli scontri fra le forze austriache e francesi durante la battaglia di Segonzano, come ancora testimoniano i fori causati dai mortai sulla facciata che dà sul paese.
Ai piedi del paese, di fianco ai due ponti e a picco sul rio Regnana, si trova un capitello contenente un crocifisso ligneo di notevoli dimensioni; la struttura odierna (in muratura e cemento armato, risalente al 1970) è un po' spostata rispetto a quella originale, che fu eretta per volontà della baronessa Lucia Violante a Prato (1819-1902, religiosa dell'ordine delle dame inglesi col nome di Madre Salesia).

## Note

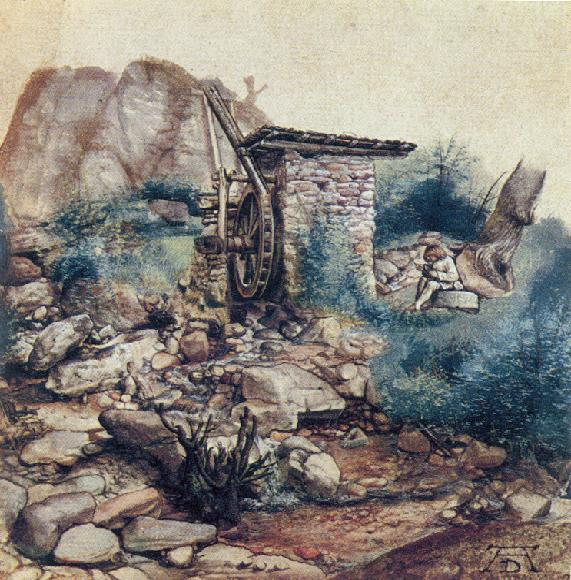
Acquerello del Dürer che rappresenta un antico mulino ad acqua (non più esistente) situato nei dintorni di Piazzo; il ceppo di noce sulla destra del dipinto è stato riprodotto con una statua metallica posta sulla strada che conduce al castello di Segonzano